# Bill Martin (pallanuotista)
William Martin, detto Bill (Bournville, 20 dicembre 1906 – 1980), è stato un pallanuotista britannico, che ha partecipato alle Olimpiadi di Berlino 1936.